# Samoa Amerykańskie na Zimowych Igrzyskach Olimpijskich 1994
Samoa Amerykańskie na Zimowych Igrzyskach Olimpijskich 1994 reprezentowane było przez 2 sportowców: 36-letniego Brada Kiltz i 35-letniego Faauuga Muagututia, którzy wystartowali w bobslejach, w konkurencji dwójek mężczyzn. Był to debiut Samoa Amerykańskiego na zimowych igrzyskach olimpijskich. Reprezentacja tego kraju była jedną z 45, które nie zdobyły na tych igrzyskach ani jednego medalu.

## Występy reprezentantów Samoa Amerykańskiego

### Bobsleje
Na Igrzyskach Olimpijskich 1994 w Lillehammer Samoa Amerykańskie było reprezentowane tylko przez dwóch bobsleistów, którzy wystąpili w jednej konkurencji, w dwójce mężczyzn. Bobsleiści ukończyli konkurencję w czasie 3:41.04 i zajęli 39. miejsce.
Mężczyźni
- dwójka: Faauuga Muagututia, Brad Kiltz